# Суперпроводност
Суперпроводљивост или суперпроводност је појава код извесних материјала на ниским температурама која се карактерише са: потпуним одсуством електричног отпора (R=0), или потпуним одсуством магнетног поља у унутрашњости тог материјала (Мајснеров ефекат). Тиме се за суперпроводнике каже да су то идеални проводници и идеални дијамагнетици. Суперпроводност се јавља испод критичне температуре Tc, која се разликује за различите материјале. На температурама вишим од критичне материјали се враћају у своју основну фазу. Суперпроводност има манифестације које су интересантне широј јавности и често се користе у популаризацији науке. Један од таквих макроскопских манифестација је у виду Мајснеровог ефекта када суперпроводници истискују из себе магнетно поље. Суперпроводност се манифестује и у виду непрекидног протицања струје кроз затворено коло ако се температура одржава испод критичне.
За разлику од обичног металног проводника, чији отпор постепено опада како се његова температура снижава чак и до скоро апсолутне нуле, суперпроводник има карактеристичну критичну температуру испод које отпор нагло пада на нулу.
 Електрична струја кроз петљу од суправодљиве жице може трајати бесконачно без извора напајања.

## Историјат
- Феномен суперпроводности је 1911. године открио холандски научник Камерлинг Онес у Лајдену. У Деваровом суду у колу од суперпроводног материјала који је чинила жива на довољно ниској температури, струја је текла преко две године од затварања кола без промене магнетног поља при одржавању довољно ниске температуре. Иако су се научници деценијама бавили овим феноменом, основа појаве није била позната све до педесетих и шездесетих година 20. века.
- 1957. године су амерички физичари Џон Бардин (John Bardeen), Лион Купер (Leon Cooper) и Роберт Шрифер (Robert Schrieffer) објавили теорију суперпроводљивости (за конвенционалне, тада једино познате, суперпроводнике), сада познату као БЦС теорија. За ово откриће су добили Нобелову награду петнаест година касније, 1972. године. (То је била Бардинова друга Нобелова награда; прву је добио за рад на развоју транзистора.) Кључни део БЦС теорије је идеја да проводни електрони граде парове, названи Куперови парови, као последица интеракције са позитивним јонима кристала.
- Тема суперпроводности је поново почела да буде актуелна почев од 1986. године када су откривени високотемпературни суперпроводници. Иако се феноменолошки ови суперпроводници понашају врло слично, њиихово објашњење је и данас отворено питање у науци.[7]

### Теорије суперпроводности
Историјски, постоје три теорије суперпроводности:
- Лондонова теорија - феноменолошка теорија
- Гинзбург-Лондонова - Лоднонова феноменолошка теорија која се ослања на Гинзбургову теорију фазних прелаза 2. реда
- БЦС теорија суперпроводности (BCS) по физичарима Бардвину, Куперу и Шриферу - микроскопска теорија у којој Хамилтонијан ипак није прави, већ је одређен у апроксимацији средњег поља. БЦС теорија се примењује у две варијанте:
  - варијационо преко БЦС таласне функције и
  - дијагонализацијом Хамилтонијана преко Богољубовљевих канонских трансформација

## Подела
Суперпроводност се појављује код разних материјала, укључујући и једноставне елементе попут калаја и алуминијума, неке маталне легуре, и високодопиране полупроводнике, као и извесна керамичка једињења која садрже нешто атома бакра и кисеоника. Друга врста једињења, позната као купрати, су високотемпературни суперпроводници. Суперпроводност се не појављује код племенитих метала попут злата и сребра, нити код феромагнетних метала попут гвожђа (мада гвожђе може да се претворити у суперпроводник ако се подвргне врло високим притисцима).
Поред класичних суперпроводника, постоји и класа материјала, позната као неконвенционални суперпроводници, код које се јавља суперпроводност, али чија су физичка својства у супротности са теоријом конвенционалних суперпроводника. Наиме, високотемпературни суперпроводници, откривени 1986, показују особину суперпроводљивости на температурама далеко вишим него што би то било могуће по конвенционалној теорији (ипак, ова температура је још увек далеко испод собне температуре). Тренутно не постоји целовита теорија високотемпературне суперпроводности.
| Супстанца  | Критична температура у | Критична температура у °C |
| ---------- | ---------------------- | ------------------------- |
| волфрам    | 0,012                  | −273,139                  |
| галијум    | 1,091                  | −272,059                  |
| алуминијум | 1,14                   | −272,01                   |
| жива       | 4,153                  | −268,997                  |
| тантал     | 4,483                  | −268,667                  |
| олово      | 7,193                  | −265,957                  |
| ниобијум   | 9,5                    | −263,65                   |
|            | 7,0                    | −266,15                   |
| Техницијум | 11,2                   | −266,07                   |
|            | 12,0                   | −261,15                   |
|            | 15                     | −258,15                   |
|            | 19                     | −254,15                   |
|            | 23                     | −250,15                   |
|            | 35                     | −238,15                   |
| MgB2       | 39                     | −234,15                   |
|            | 40                     | −233,15                   |
|            | 92                     | −181,15                   |
| ; x ~ 0,2  | 93                     | −180,15                   |
|            | 110                    | −163,15                   |
| [ 9 ]      | 133                    | −140,15                   |

## Објашњење појаве
Спарени електрони не могу индивидуално добити или изгубити мале количине енергије, као што би могли у делимично попуњеној проводној зони. Њихово спаривање ствара енергијски процеп у дозвољеним квантним нивоима, а на ниским температурама не постоји довољно енергије судара да се овај процеп прескочи. Према томе електрони могу слободно да се крећу кроз кристал без икакве размене енергије кроз сударе, то јест са нултим отпором.

## Примена
Једна од могућих користи суперпроводника је та што би помоћу њих било могуће да се електрична енергија чува дуго времена, практично без утрошака. Ипак да би се суперпроводници користили у пракси, потребно је да „функционишу“ на температурама приближним собним (иначе би их утрошак енергије за хлађење учинио непрактичним). Зато већ дуги низ година научници раде на стварању суперпроводника који раде на све вишим температурама.